# Halvöken

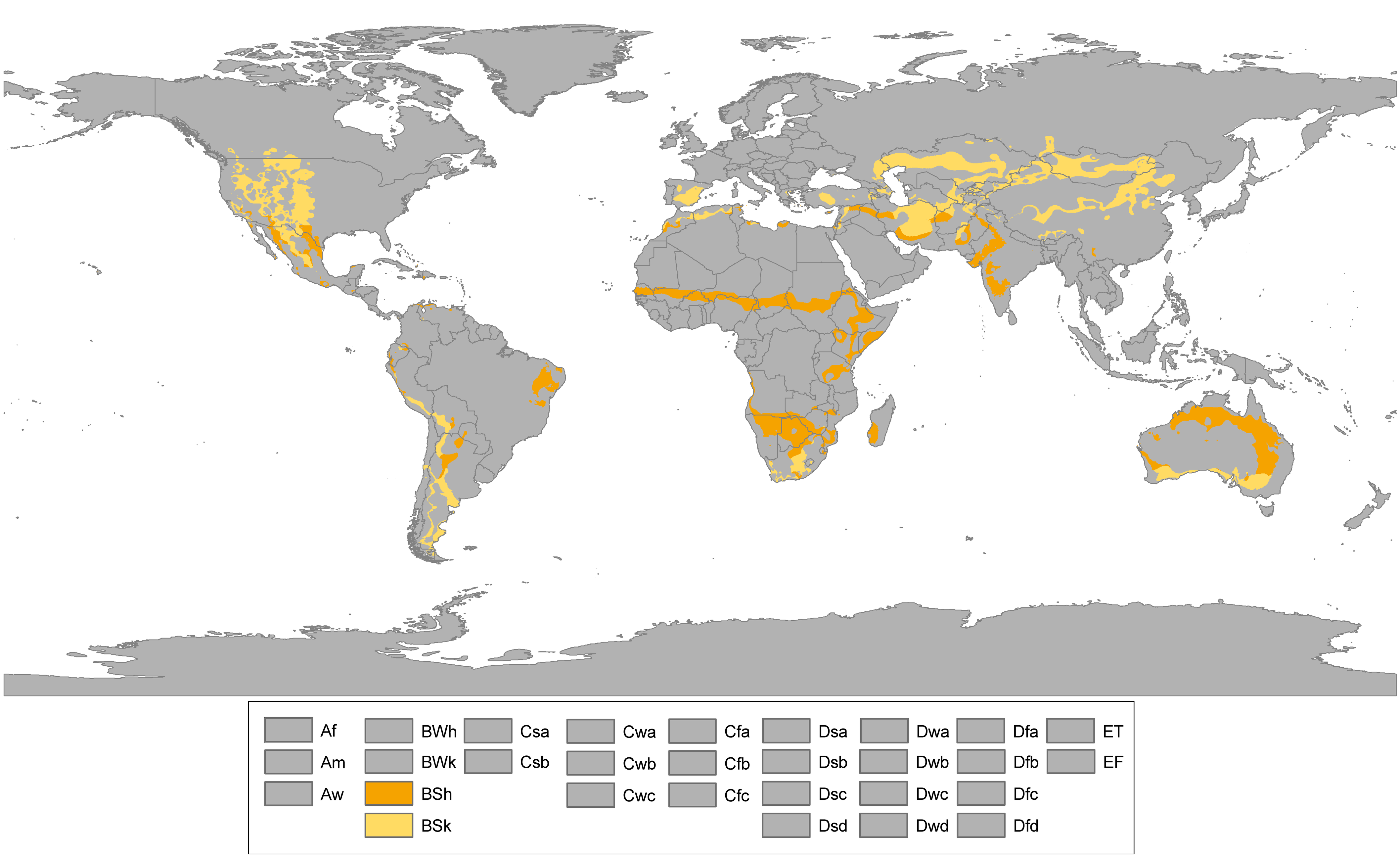
Halvöknar i världen.

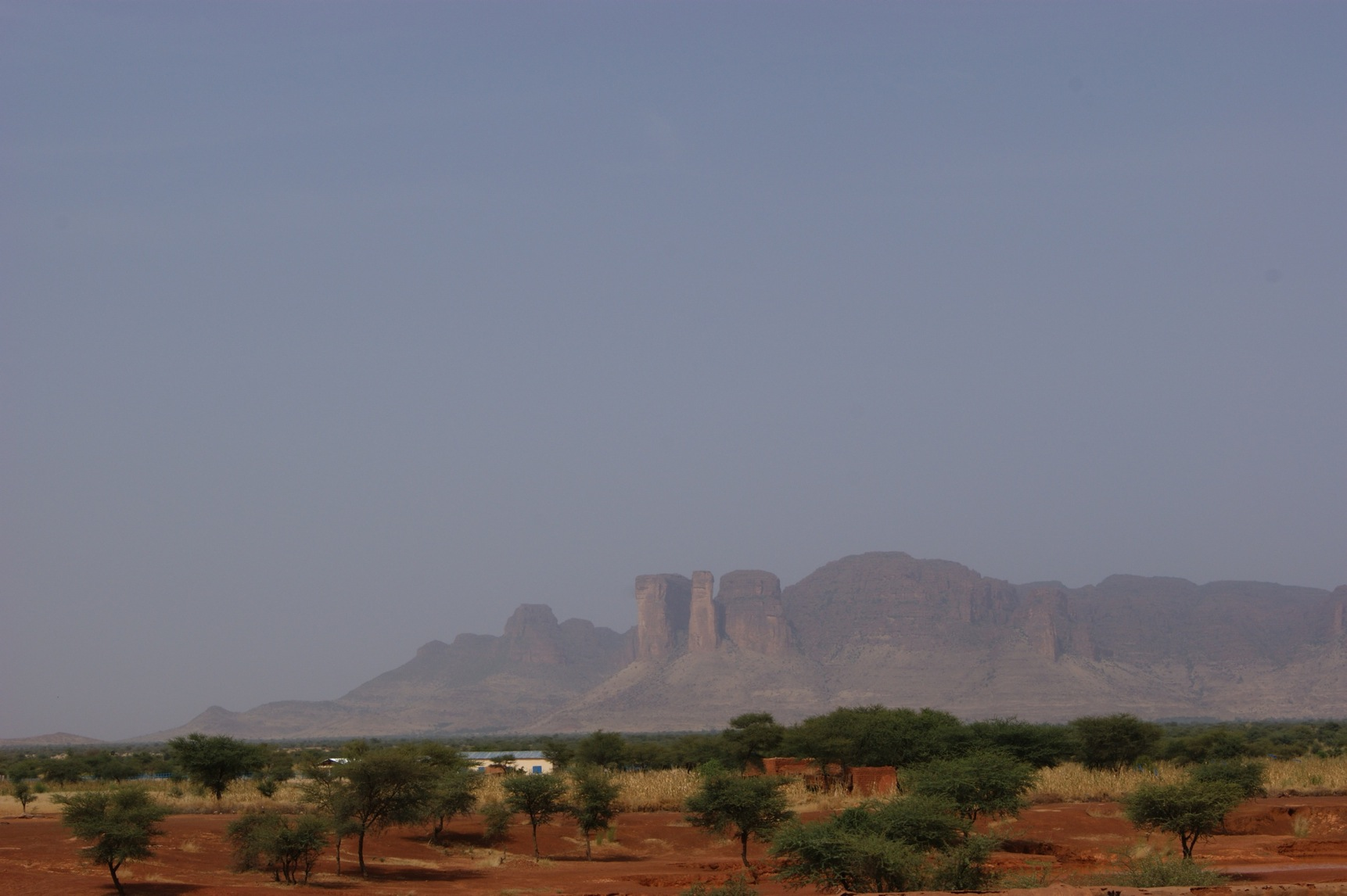
Sahel, träden man kan se är akacior.

Halvöken är en typ av klimat och biom som kännetecknas av ringa, ofta säsongberoende, nederbörd, men inte så sparsam som i en öken.
Halvöknar kan vara bevuxna med grässtäpp eller buskstäpp, och övergå till savann.
Många områden som ofta kallas öknar är i själva verket halvöknar. Exempel på detta finns i stora delar av de centrala områdena i Australien och kaktusöknarna i sydvästra USA samt delar av Mexiko. Fler exempel är halvöknar öster om och vid Kaspiska havet samt karroo i Sydafrika. 
Även många platser som kallas buskstäpp är också egentligen halvöknar. Detta gäller bland annat för torrområden mellan berg i västra USA där Artemisia tridentata växer. De svalare områdena i vissa delar av Patagonien där det finns gles buskvegetation är också halvöknar som ofta betecknas som buskstäpp.
Områden av halvöknar sträcker ut sig norr och söder om Sahara, särskilt utbredd är den södra som kallas Sahel.